# Alois Schintlholzer
Alois „Luis“ Schintlholzer (geboren 18. Dezember 1914 in Hötting; gestorben 18. Juni 1989 in Innsbruck) war ein österreichischer SS-Sturmbannführer und Kriegsverbrecher. Er war mit einem Mordkommando aktiv an den Novemberpogromen 1938 in Innsbruck, an der Deportation der jüdischen Bevölkerung 1943 in Meran und an weiteren Kriegsverbrechen 1944 und 1945 in Norditalien beteiligt. In der Nachkriegszeit half er Adolf Eichmann 1950 bei seiner Flucht aus Deutschland.

## Leben
Alois Schintlholzer stammte aus einfachen Verhältnissen. Sein Vater Othmar Schintlholzer war Tapezierer. Nach dem Besuch der Handelsfortbildungsschule in Innsbruck wurde er kaufmännischer Angestellter. Einen Namen machte sich der sportlich aktive Schintlholzer,  der Mitglied des Deutschen Turner-Bundes und des Alpenvereins war, als Sportboxer.

### NS-Zeit
Von den Ereignissen um die Höttinger Saalschlacht beeinflusst, trat er im Juni 1932 der Hitlerjugend bei. Noch im gleichen Jahr wurde er Mitglied der österreichischen NSDAP und der SA. Ende 1933 trat er heimlich der SS bei (SS-Nummer 308.210), die seit Juni 1933 wie die NSDAP und der ihr angeschlossenen Organisationen infolge eines Anschlags der Nationalsozialisten auf eine Abteilung der christlich-deutschen Wehrturner in Krems verboten war.
Dank seiner Brutalität machte er bald Karriere in der SS. Im Juli 1937 wurde er wegen verbotener politischer Betätigung verhaftet und zu mehreren Monaten Haft verurteilt, was eine weitere Radikalisierung bei ihm zur Folge hatte. Kurz nach dem Anschluss Österreichs im März 1938 wurde er zum SS-Obersturmführer befördert. In der Folge leitete er eine SS-Abteilung in der Stadt am Inn und war wegen seiner kaufmännischen Ausbildung als Arisierungsverwalter eines Bekleidungsgeschäftes tätig. Am 24. Mai 1938 beantragte er die Aufnahme in die NSDAP und wurde rückwirkend zum 1. Mai aufgenommen (Mitgliedsnummer 6.359.625).
In der Pogromnacht vom 9. auf den 10. November 1938 führte er in Innsbruck ein Kommando an, das vom SS-Oberführer Hanns von Feil mit der Ermordung des Kaufmanns und Vertreter der jüdischen Gemeinde Karl Bauer beauftragt wurde. Die von Schintlholzer angeführte vier- bis fünfköpfige Gruppe verschaffte sich als Gestapo-Beamte ausgebend, Zugang in die Wohnung Bauers in der Gänsbacherstraße 4. Bauer wurde durch Schläge und Stichwunden schwer verwundet, überlebte aber im Gegensatz zu seinen Nachbarn Richard Graubart und Wilhelm Bauer den Mordanschlag. Ob Schintlholzer mit seiner Gruppe an den Morden der beiden Letztgenannten beteiligt war, konnte bei der polizeilichen Untersuchung des Falls 1946 nicht eindeutig geklärt werden, auch wenn einiges darauf hinweist. Schintlholzer behauptete 1961 während des Ermittlungsverfahrens gegen ihn, er hätte den Mordbefehl absichtlich nicht ausgeführt und wäre dafür von Feil schwer getadelt worden, worauf er aus Protest sein Kommando abgegeben hätte.
1939 heiratete er. Aus der Ehe gingen drei Kinder hervor. 1940 wurde er zur Waffen-SS eingezogen und besuchte zunächst die SS-Junkerschule Bad Tölz. Es folgten Kriegseinsätze auf dem Balkan und in Russland. Auf dem Balkan führte er eine Sondereinheit an, deren Aufgabe in der Deportation und Ermordung von Juden bestand.
Im Sommer 1943 wurde er der Hochgebirgsschule der Waffen-SS in Neustift im Stubaital zugeteilt. Nach dem Sturz Mussolinis besetzte Schintlholzer mit einer von ihm geführten Kampfgruppe im Rahmen des Fall Achse am 10. August den Reschenpass. Nach der Bekanntgabe des von der Regierung Badoglio abgeschlossenen Waffenstillstands mit den Alliierten am 8. September, erhielt er den Befehl vorzurücken und Angehörige der italienischen Streit- und Sicherheitskräfte zu entwaffnen und gefangen zu nehmen. Der als Feind der Südtiroler beschuldigte Carabinieribrigadier der örtlichen Carabinieri-Wache, Ottavio Monaco, mit dem es seit der Besetzung des Passes zu Meinungsverschiedenheiten gekommen war, wurde dabei von Schintlholzer kaltblütig erschossen und die Leiche im Reschensee versenkt. Letztere tauchte wenig später wieder an der Wasseroberfläche auf und wurde daraufhin von Mitgliedern des Südtiroler Ordnungsdienstes mit Steinen beschwert und erneut im See versenkt.
In Meran war die Gruppe Schintlholzer zusammen mit dem von Heinrich Andergassen geleiteten SD mit der Verhaftung der in Meran lebenden Juden in der Nacht vom 15. auf den 16. September 1943 betraut. Die Verhafteten wurde anschließend über das Lager Reichenau nach Auschwitz deportiert und überlebten zum Großteil den Holocaust nicht.
Im Frühjahr 1944 wurde ihm die Leitung der Gebirgskampfschule der Waffen-SS in Predazzo im Trentino anvertraut. Am 20. und 21. August 1944 waren unter seinem Kommando Soldaten der Gebirgskampfschule zusammen mit der 6. Kompanie des SS-Polizei-Regiments Bozen sowie Einheiten der Fallschirm-Panzer-Division 1 Hermann Göring an einer Bandenbekämpfungsaktion im Val Biois zwischen Canale d’Agordo und Falcade beteiligt. Die Aktion, bei der Schintlholzer leicht verletzt wurde, forderte am Ende 37 Menschenleben, unter den Opfern waren auch Frauen und Kinder. Die von Schintlholzer als ranghöchster Offizier geleitete Aktion zeichnete sich durch ihre besondere Brutalität aus. Mehrere Weiler der Umgebung wurden niedergebrannt und einige Bewohner in ihren brennenden Häusern eingesperrt. Die Zusammengetriebenen wurden gefoltert, um Namen von Partisanen aus ihnen herauszupressen.
Nachdem er im Januar 1945 zum Sturmbannführer befördert worden war, übernahm er im Frühjahr 1945 das Gestapo-Kommando in Trient. In den letzten Kriegstagen führte er wieder eine nach ihm benannte Kampfgruppe an, die im Trentino eine Reihe von weiteren Kriegsverbrechen beging und nochmals 30 Menschenleben forderten, die letzten davon im Fleimstal am 4. Mai 1945, zwei Tage nachdem die deutsche Kapitulation in Italien in Kraft getreten war. Auch bei diesen Aktionen zeichnete sich die Gruppe Schintlholzers durch besondere Grausamkeiten aus.

### Nachkriegszeit
Nach den Ereignissen im Fleimstal flüchtete Schintlholzer zunächst nach Südtirol. In den allgemeinen Wirren nach Kriegsende gelang es ihm unterzutauchen, auch weil er das Gerücht im Umlauf brachte, er habe Selbstmord begangen. Im Oktober 1945 verdichteten sich jedoch die Hinweise, dass er noch am Leben war. Als er mitbekam, dass man ihm auf der Spur war, wechselte er sein Versteck und flüchtete von Meran in die Berge, wurde aber schließlich von US-Soldaten aufgespürt und im Kriegsgefangenenlager Rimini interniert. Kurze Zeit danach nutzte er 1946 einen Massenausbruch zur erneuten Flucht nach Südtirol. In Innsbruck war zu diesem Zeitpunkt bereits ein Haftbefehl gegen ihn erlassen worden, aber auch die italienische Justiz begann sich für ihn zu interessieren. Ende Mai 1947 wurde er schließlich im oberen Vinschgau in einem Hotelzimmer von Carabinieri im Schlaf überrascht und festgenommen. Doch auch diesmal gelang es ihm, sich der Gerichtsbarkeit zu entziehen. Noch im gleichen Jahr setzte er sich nach Deutschland ab.
In Bielefeld ließ er sich unter seinem richtigen Namen registrieren. Dort heiratete der seit Dezember 1944 verwitwete Schintlholzer 1949 seine zweite Frau. Im gleichen Jahr ließ er seine drei Kinder aus erster Ehe aus Südtirol nachholen. In seiner deutschen Wahlheimat verkehrte Schintlholzer mit ehemaligen Nazis. Wie der BND später vermutete, handelte es sich dabei um ein Netzwerk ehemaliger Nazis aus Tirol. Über dieses Netzwerk wurde er 1950 zum Fluchthelfer Adolf Eichmanns, den er persönlich mit dem Auto von Celle nach Bad Reichenhall an die österreichische Grenze fuhr.
Seine Fluchthilfe sollte sich später rächen, nachdem Eichmann vom israelischen Geheimdienst im Mai 1960 in Argentinien aufgespürt worden war und die deutschen Behörden auf Schintlholzer aufmerksam wurden. Er wurde von der Staatsanwaltschaft vorgeladen, woraufhin er erneut abzutauchen versuchte und er im Juni 1960 nach München floh. Von München lotete er seine Rückkehr nach Innsbruck aus. Als man ihm  versicherte, dass er bei einer freiwilligen Rückkehr nur mit einer zwei- bis dreijährigen Haftstrafe zu rechnen habe, kehrte er am 17. April 1961 in seine Heimatstadt zurück und stellte sich den Behörden. Schintlholzer wurde noch am gleichen Tag verhaftet, sechs Tage nachdem der Eichmann-Prozess in Jerusalem begonnen hatte.
In Innsbruck wurde er bereits seit der französischen Besatzungszeit 1945 gesucht. Infolge der 1957 von der Republik Österreich verabschiedeten NS-Amnestie waren die Ermittlungen gegen ihn aber 1958 eingestellt worden. Nachdem er sich gestellt hatte, wurde ein Ermittlungsverfahren wegen versuchten Mordes während des Novemberpogroms 1938 eingeleitet. Eine Anklage wegen Körperverletzung wäre bereits verjährt gewesen. Nach elf Monaten Untersuchungshaft wurde er 1962 wegen fehlender Beweise und Zeugen wieder in die Freiheit entlassen. Schintlholzer hatte sich geweigert, die Namen der am Novemberpogrom beteiligten Personen preiszugeben und das mittlerweile in die Vereinigten Staaten ausgewanderte Ehepaar Bauer konnte Schintlholzer anhand vorgelegter Fotografien nicht identifizieren.
Fortan lebte er unbehelligt in Innsbruck.  Nachdem die zweite Ehe gescheitert war, heiratete er 1974 erneut. In Italien war wegen der Ereignisse im Val Biois im Jahr 1970 ein Ermittlungsverfahren eingeleitet worden. Zu einem Prozess vor dem Schwurgericht in Bologna kam es aber erst 1979. Im Juli 1979 wurde Schintlholzer in Abwesenheit zu einer lebenslänglichen Freiheitsstrafe verurteilt, das Urteil aber wieder aufgehoben, weil es nicht von einem dafür zuständigen Militärgericht ausgesprochen worden war. Erst nachdem der Fall vor einem solchen neu aufgerollt worden war, wurde er im November 1988 in Abwesenheit erneut zu lebenslanger Haft verurteilt.
Ohne von Österreich ausgeliefert worden zu sein, verstarb er am 18. Juni 1989. Für Aufsehen sorgte seine mit Nazi-Sprüchen versehene Traueranzeige, von der sich Teile seiner Familie öffentlich distanzierte.